# Stanisław Jeriomin (koszykarz)
Stanisław Gieorgijewicz Jeriomin (ros. Станислав Георгиевич Ерёмин; ur. 26 lutego 1951 w Swierdłowsku) – rosyjski koszykarz, występujący na pozycji rozgrywającego, mistrz świata, dwukrotny mistrz Europy, brązowy medalista olimpijski, trener koszykarski .

## Osiągnięcia

### Drużynowe
- mistrz ZSRR (1976–1985)
- Wicemistrz ZSRR (1975)[2]

### Reprezentacja
Drużynowe
- Mistrz:
  - świata (1982)
  - Europy (1979, 1981)
- Wicemistrz:
  - świata (1978)
  - Europy  (1977)
- Brązowy medalista:
  - olimpijski (1980)
  - mistrzostw Europy (1983)

Inne
- Odznaczony Orderem Honoru (1998)
- Odznaczony Orderem „Znak Honoru” (1982)
- Zasłużony Mistrz Sportu ZSRR